# 후나바시케이바조역
후나바시케이바조역(일본어: 船橋競馬場駅, ふなばしけいばじょうえき)은 일본 지바현 후나바시시에 있는 게이세이 전철 게이세이 본선의 역이다. 역번호는 KS24이다. 인근에 후나바시 경마장이 있다.

## 역사
- 1927년 8월 21일: 하나와역(일본어: 花輪駅)으로 영업 개시.
- 1931년 11월 18일: 게이세이하나와역으로 역명 변경.
- 1934년 6월 22일: 게이세이 야쓰 지선이 폐지됨.
- 1950년 7월 5일: 역 명칭을 후나바시케이바조마에역으로 변경.
- 1955년 11월 3일: 후에 역명 "센터"의 유래인 후나바시 건강 센터가 개업.
- 1963년 12월 1일: 역 명칭을 센터 케이바조마에 역으로 변경.
- 1977년 5월 5일: 역 명칭의 유래인 "후나바시 건강 센터"가 폐쇄됨.
- 1978년: 대피 설비가 완성됨.
- 1987년 4월 1일: 역 명칭을 후나바시 케이바조역으로 변경

## 역 구조
섬식 승강장 2면 4선의 지상역, 교상역사를 갖는다.
이전에는 현행의 라라 포트 TOKYO-BAY로 무료 셔틀 버스 정류장이 있던 근처에 상대식 승강장 2면 2선이었고 교상역사화하면서 현재 위치로 이전하였다.
역 전체가 곡선의 형태이므로 상행선의 통과 열차와 정차 열차, 우등 열차를 대피하지 않는 열차는 커브 바깥쪽에 해당하는 1번 선을 지나간다.

### 승강장
| 1 · 2 | 게이세이 본선 | 상행 | 닛포리・게이세이우에노・오시아게・ 도영 아사쿠사 선・ 게이큐 선 방면 |
| 3 · 4 | 게이세이 본선 | 하행 | 게이세이쓰다누마・게이세이지바・나리타 공항 방면                     |

- 위 표의 노선명은 나리타 공항선 개업 후 여객안내의 명칭에 근거한다.

## 이용 현황
| 승차 인원 추이 | 승차 인원 추이     | 승차 인원 추이     |
| 연도           | 1일 평균 하차 인원 | 1일 평균 승차 인원 |
| -------------- | ------------------ | ------------------ |
| 1995년         |                    | 10,338             |
| 1996년         |                    | 10,244             |
| 1997년         |                    | 10,064             |
| 1998년         |                    | 9,700              |
| 1999년         |                    | 9,314              |
| 2000년         |                    | 9,718              |
| 2001년         |                    | 9,432              |
| 2002년         |                    | 9,446              |
| 2003년         | 18,651             | 9,511              |
| 2004년         | 19,241             | 9,742              |
| 2005년         | 19,659             | 9,976              |
| 2006년         | 19,409             | 9,826              |
| 2007년         | 18,804             | 9,488              |
| 2008년         | 19,405             | 9,807              |
| 2009년         | 18,908             | 9,541              |
| 2010년         | 19,080             | 9,620              |
| 2011년         | 18,706             | 9,454              |
| 2012년         | 18,500             | 9,339              |
| 2013년         | 18,718             | 9,451              |
| 2014년         | 19,198             |                    |
| 2015년         | 19,847             |                    |

## 역 주변
- 후나바시 경마장
- 라라 포트 TOKYO-BAY
- 간포 생명보험 후나바시 지점
- 게이요 선 미나미후나바시역
- ViVit 미나미후나바시
- 이케아 TOKYO-BAY
- 지바 현립 후나바시 고등학교
- 국세청 후나바시 세무서
- 국도 제14호선
- 게이요 도로 하나와 나들목

주변의 경마장과 상업 시설과 관련해서 특급 열차가 임시 정차하기도 한다.

## 사진

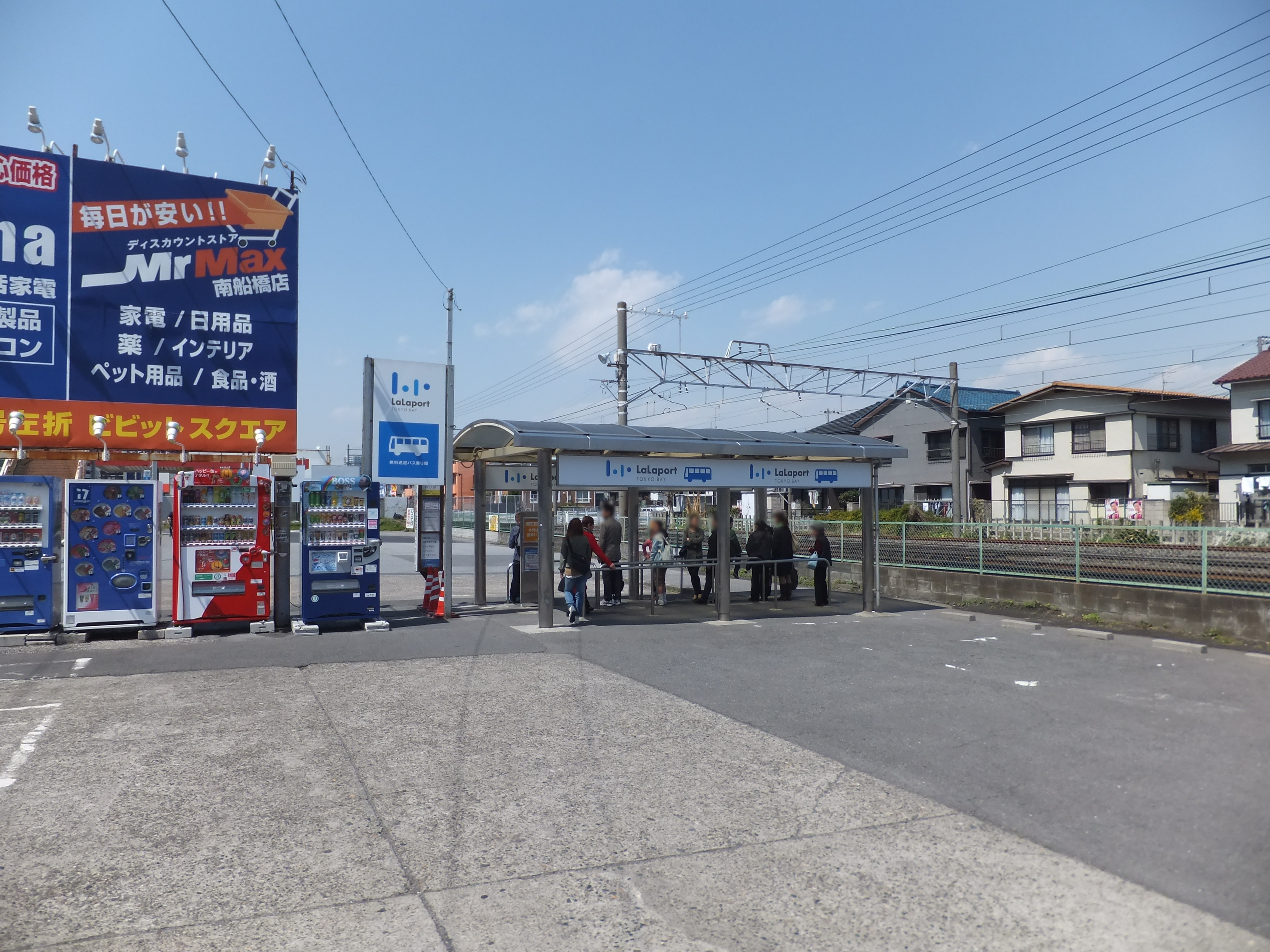
역전의 라라 포트행 무료 버스 승차장
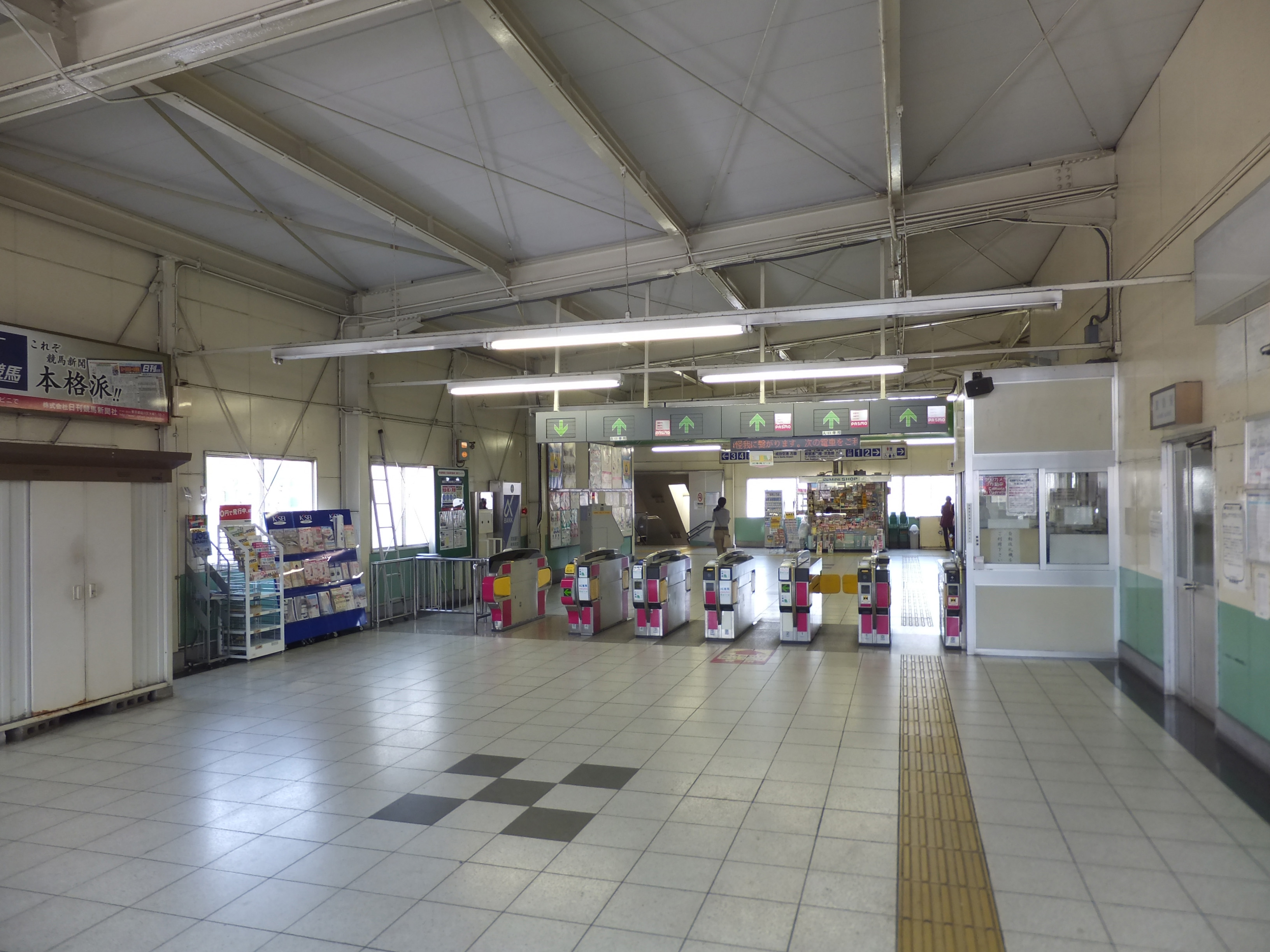
개찰구
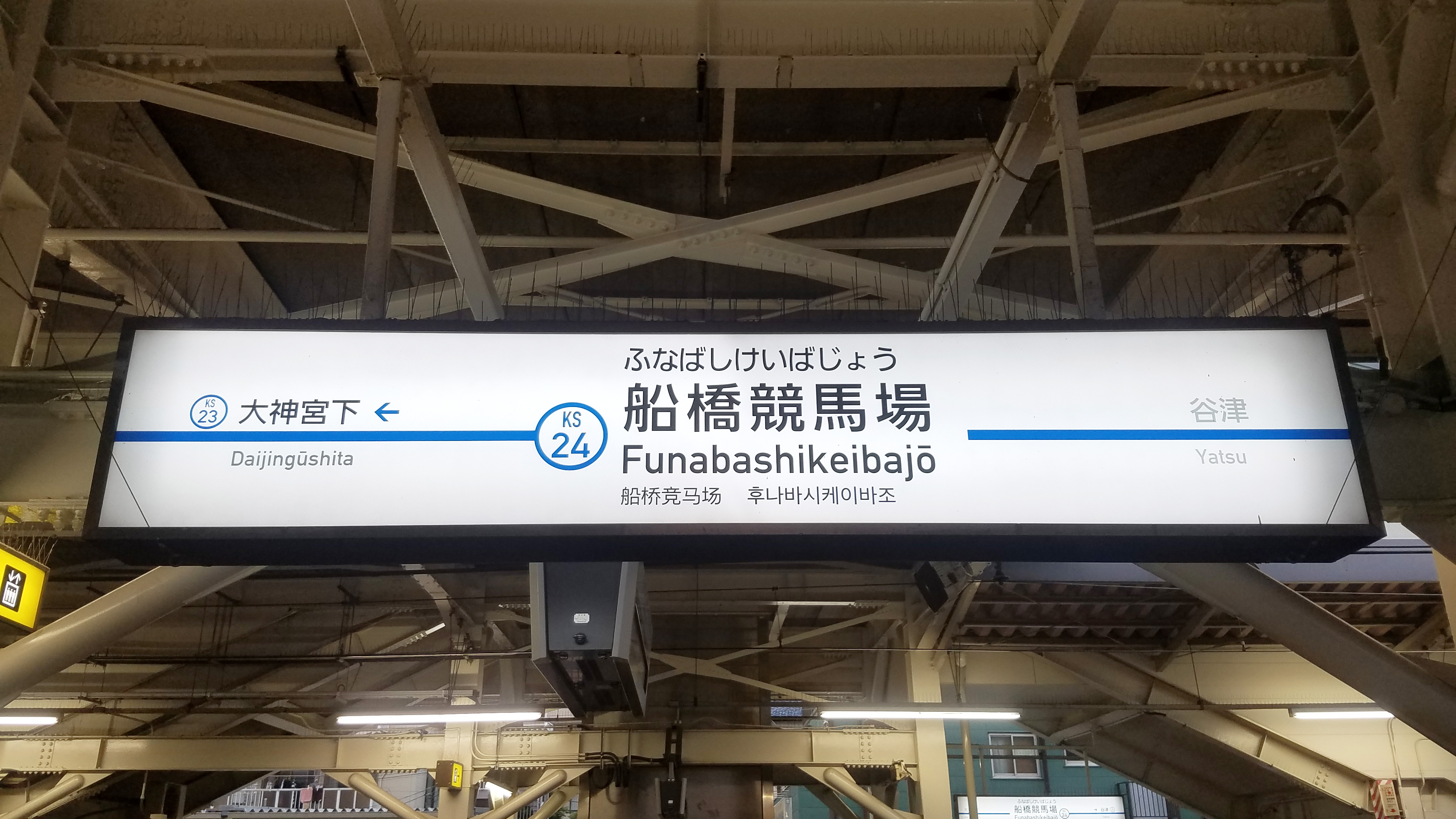
역명판

## 인접역
| 게이세이 전철 본선                        | 게이세이 전철 본선 | 게이세이 전철 본선                     |
| ----------------------------------------- | ------------------ | -------------------------------------- |
| KS22 게이세이후나바시 게이세이우에노 방면 | ■ 쾌속             | 게이세이쓰다누마 KS26 나리타 공항 방면 |
| KS23 다이진구시타 게이세이우에노 방면     | ■ 보통             | 야쓰 KS25 나리타 공항 방면             |